# トゥルーと虹の王国
『トゥルーと虹の王国』（英語: True and the Rainbow Kingdom）は、アメリカの映像ストリーミングサービスネットフリックスが企画し、Guru Studioが製作した3DCGアニメ。

## 主な登場人物
トゥルー（英語: True）
声 - 内山茉莉（日）/Michela Luci（英）
バートルビー（英語: Bartleby）
声 - 青木強（日）/Jamie Watson（英）
虹の王様（英語: Rainbow King）
声 - 高瀬右光（日）/Eric Peterson（英）
ズィー（英語: Zee）
声 - 優希知冴（日）/Dante Zee（英）
グリゼルダ（英語: Grizelda）
声 - 内藤有海（日）/Anna Bartlam（英）
フルーキー（英語: Frookie）

## エピソード

### シリーズ
シーズン1
虹の王国（全10話）
シーズン2
トゥルー：魔法の友だち（全5話）
トゥルー：素敵な願い（全5話）
シーズン3
マッシュルームタウン（全4話）
やんちゃなイエティ（全5話）

### スペシャル
トゥルー：ハッピーハートデイ
トゥルー：トリッキートリートの日
トゥルー：リンリンりんごの収穫祭
トゥルー：虹と氷の王国
トゥルー：ワズルエッグの日
トゥルー：レインボーレスキュー
トゥルー：ともだちの日

### 短編
トゥルー：おとぎ話を作ろう（全8話）

### 音楽
トゥルーと一緒に歌って踊ろう

トゥルー：みんなのメロディー

## Broadcast
Nickelodeon ¡Yay! Aired on 2019.